# Joško Gvardiol
Joško Gvardiol (Zagabria, 23 gennaio 2002) è un calciatore croato, difensore del Manchester City e della nazionale croata.

## Caratteristiche tecniche
È un difensore centrale molto bravo in fase di marcatura, capace di impostare il gioco dalle retrovie. Può essere impiegato anche nel ruolo di terzino sinistro. Considerato uno dei talenti più promettenti nel suo ruolo, nel 2019 è stato inserito nella lista dei migliori sessanta calciatori nati nel 2002 stilata dal The Guardian mentre, nel 2021, viene indicato dalla UEFA come uno dei 50 giovani più promettenti dell'anno.

## Carriera

### Club

#### Gli inizi, Dinamo Zagabria
Cresciuto nel settore giovanile della Dinamo Zagabria, ha esordito in prima squadra il 18 ottobre 2019, a 17 anni, in occasione dell'incontro di 1.HNL vinto 4-2 contro il Gorica. Il 2 novembre, alla sua seconda apparizione, ha segnato la rete che ha deciso l'incontro casalingo vinto 1-0 contro l'Inter Zaprešić. Le buone prestazioni fornite nel corso della stagione ed all'inizio di quella seguente hanno attirato l'interesse di vari club europei, fra cui il Leeds Utd che ha presentato un'offerta di 20 milioni nel mese di agosto.

#### RB Lipsia
Il 28 settembre 2020 è stato acquistato a titolo definitivo dal RB Lipsia per 16 milioni più bonus, rimanendo comunque in Croazia fino al termine della stagione. Il 20 agosto 2021 debutta in Bundesliga nella vittoriosa gara casalinga dei Roten Bullen ai danni dello Stoccarda.
Il 1º settembre 2022 rinnova il contratto col Lipsia fino al 2027.

#### Manchester City
Il 5 agosto 2023 viene ufficializzato il suo passaggio a titolo definitivo al Manchester City per 90 milioni di euro, che ne fanno il difensore più pagato nella storia del calcio, superando il precedente primato stabilito da Harry Maguire nel 2019, nonché il calciatore croato più costoso di sempre. Esordisce in Premier League sei giorni dopo nel successo per 3-0 in casa del Burnley, subentrando a Rico Lewis nella ripresa.  Il 16 agosto gioca titolare la vittoriosa finale di Supercoppa Europea contro il Siviglia Il 22 dicembre si aggiudica il Mondiale per Club con la sua squadra nella finale contro il Fluminense, vinta per 4-0. Il 9 aprile 2024 segna la sua prima rete nella partita in casa del Real Madrid in UEFA Champions League, pareggiata per 3-3. Quattro giorni dopo segna anche il suo primo gol in Premier League nel successo per 5-1 contro il Luton. L'11 maggio segna anche la sua prima doppietta nel successo per 4-0 in casa del Fulham.

### Nazionale
Convocato dal CT Zlatko Dalić per la fase finale del campionato d'Europa 2020, esordisce in nazionale maggiore il 6 giugno 2021, all'età di 19 anni, subentrando al 61' della partita amichevole persa 1-0 contro il Belgio. Sette giorni più tardi gioca da titolare come terzino nella gara di esordio dell'Europeo contro l'Inghilterra, diventando il primo calciatore croato a giocare in una competizione prima del compimento dei 20 anni. Viene quindi impiegato da titolare nelle 4 gare disputate dalla Croazia, eliminata dalla Spagna agli ottavi. L'8 ottobre seguente segna la sua prima rete con i Vatreni contribuendo alla vittoria esterna contro il Cipro (0-3).
Divenuto titolare nel ruolo di difensore centrale, viene convocato per il campionato mondiale del 2022 in Qatar, in cui disputa per intero tutti gli incontri della sua nazionale, eliminata in semifinale. Il 17 dicembre viene eletto Miglior giocatore della finale per il terzo posto vinta 2-1 contro il Marocco, nella quale realizza il suo secondo gol in nazionale aprendo le marcature con un colpo di testa dopo 7 minuti. Inoltre è considerato da molti il miglior difensore della competizione per prestazioni.

## Statistiche

### Presenze e reti nei club
Statistiche aggiornate al 24 agosto 2024.
| Stagione                  | Squadra                   | Campionato                | Campionato | Campionato | Coppe nazionali | Coppe nazionali | Coppe nazionali | Coppe continentali | Coppe continentali | Coppe continentali | Altre coppe | Altre coppe | Altre coppe | Totale | Totale |
| Stagione                  | Squadra                   | Comp                      | Pres       | Reti       | Comp            | Pres            | Reti            | Comp               | Pres               | Reti               | Comp        | Pres        | Reti        | Pres   | Reti   |
| ------------------------- | ------------------------- | ------------------------- | ---------- | ---------- | --------------- | --------------- | --------------- | ------------------ | ------------------ | ------------------ | ----------- | ----------- | ----------- | ------ | ------ |
| 2019-2020                 | Dinamo Zagabria II        | 2. HNL                    | 3          | 0          | -               | -               | -               | -                  | -                  | -                  | -           | -           | -           | 3      | 0      |
| 2020-2021                 | Dinamo Zagabria II        | 2. HNL                    | 1          | 0          | -               | -               | -               | -                  | -                  | -                  | -           | -           | -           | 1      | 0      |
| Totale Dinamo Zagabria II | Totale Dinamo Zagabria II | Totale Dinamo Zagabria II | 4          | 0          |                 | -               | -               |                    | -                  | -                  |             | -           | -           | 4      | 0      |
| 2019-2020                 | Dinamo Zagabria           | 1. HNL                    | 11         | 1          | CC              | 1               | 0               | UCL                | 0                  | 0                  | SC          | 0           | 0           | 12     | 1      |
| 2020-2021                 | Dinamo Zagabria           | 1. HNL                    | 25         | 2          | CC              | 2               | 0               | UCL+UEL            | 2+11               | 0+1                | -           | -           | -           | 40     | 3      |
| Totale Dinamo Zagabria    | Totale Dinamo Zagabria    | Totale Dinamo Zagabria    | 36         | 3          |                 | 3               | 0               |                    | 13                 | 1                  |             | 0           | 0           | 52     | 4      |
| 2021-2022                 | RB Lipsia                 | BL                        | 29         | 2          | CG              | 5               | 0               | UCL+UEL            | 6+6                | 0                  | -           | -           | -           | 46     | 2      |
| 2022-2023                 | RB Lipsia                 | BL                        | 30         | 1          | CG              | 5               | 0               | UCL                | 6                  | 2                  | SG          | 0           | 0           | 41     | 3      |
| Totale RB Lipsia          | Totale RB Lipsia          | Totale RB Lipsia          | 59         | 3          |                 | 10              | 0               |                    | 18                 | 2                  |             | 0           | 0           | 87     | 5      |
| 2023-2024                 | Manchester City           | PL                        | 28         | 4          | FACup+CdL       | 4+1             | 0               | UCL                | 6                  | 1                  | CS+SU+Cmc   | 0+1+2       | 0           | 42     | 5      |
| 2024-2025                 | Manchester City           | PL                        | 30         | 5          | FACup+CdL       | 1               | 1               | UCL                | 0                  | 0                  | CS+Cmc      | 1+0         | 0           | 32     | 6      |
| Totale carriera           | Totale carriera           | Totale carriera           | 157        | 15         |                 | 19              | 1               |                    | 37                 | 4                  |             | 4           | 0           | 217    | 20     |

### Cronologia presenze e reti in nazionale
| Cronologia completa delle presenze e delle reti in nazionale ― Croazia | Cronologia completa delle presenze e delle reti in nazionale ― Croazia | Cronologia completa delle presenze e delle reti in nazionale ― Croazia | Cronologia completa delle presenze e delle reti in nazionale ― Croazia | Cronologia completa delle presenze e delle reti in nazionale ― Croazia | Cronologia completa delle presenze e delle reti in nazionale ― Croazia | Cronologia completa delle presenze e delle reti in nazionale ― Croazia | Cronologia completa delle presenze e delle reti in nazionale ― Croazia |
| Data                                                                   | Città                                                                  | In casa                                                                | Risultato                                                              | Ospiti                                                                 | Competizione                                                           | Reti                                                                   | Note                                                                   |
| ---------------------------------------------------------------------- | ---------------------------------------------------------------------- | ---------------------------------------------------------------------- | ---------------------------------------------------------------------- | ---------------------------------------------------------------------- | ---------------------------------------------------------------------- | ---------------------------------------------------------------------- | ---------------------------------------------------------------------- |
| 6-6-2021                                                               | Bruxelles                                                              | Belgio                                                                 | 1 – 0                                                                  | Croazia                                                                | Amichevole                                                             | -                                                                      | 61’                                                                    |
| 13-6-2021                                                              | Londra                                                                 | Inghilterra                                                            | 1 – 0                                                                  | Croazia                                                                | Euro 2020 - 1º turno                                                   | -                                                                      |                                                                        |
| 18-6-2021                                                              | Glasgow                                                                | Croazia                                                                | 1 – 1                                                                  | Rep. Ceca                                                              | Euro 2020 - 1º turno                                                   | -                                                                      |                                                                        |
| 22-6-2021                                                              | Glasgow                                                                | Croazia                                                                | 3 – 1                                                                  | Scozia                                                                 | Euro 2020 - 1º turno                                                   | -                                                                      | 71’                                                                    |
| 28-6-2021                                                              | Copenaghen                                                             | Croazia                                                                | 3 – 5 dts                                                              | Spagna                                                                 | Euro 2020 - Ottavi di finale                                           | -                                                                      |                                                                        |
| 8-10-2021                                                              | Larnaca                                                                | Cipro                                                                  | 0 – 3                                                                  | Croazia                                                                | Qual. Mondiali 2022                                                    | 1                                                                      |                                                                        |
| 11-10-2021                                                             | Osijek                                                                 | Croazia                                                                | 2 – 2                                                                  | Slovacchia                                                             | Qual. Mondiali 2022                                                    | -                                                                      |                                                                        |
| 11-11-2021                                                             | Ta' Qali                                                               | Malta                                                                  | 1 – 7                                                                  | Croazia                                                                | Qual. Mondiali 2022                                                    | -                                                                      |                                                                        |
| 14-11-2021                                                             | Spalato                                                                | Croazia                                                                | 1 – 0                                                                  | Russia                                                                 | Qual. Mondiali 2022                                                    | -                                                                      |                                                                        |
| 26-3-2022                                                              | Al Rayyan                                                              | Croazia                                                                | 1 – 1                                                                  | Slovenia                                                               | Amichevole                                                             | -                                                                      |                                                                        |
| 22-9-2022                                                              | Zagabria                                                               | Croazia                                                                | 2 – 1                                                                  | Danimarca                                                              | UEFA Nations League 2022-2023 - 1º turno                               | -                                                                      |                                                                        |
| 25-9-2022                                                              | Vienna                                                                 | Austria                                                                | 1 – 3                                                                  | Croazia                                                                | UEFA Nations League 2022-2023 - 1º turno                               | -                                                                      |                                                                        |
| 23-11-2022                                                             | Al Khawr                                                               | Marocco                                                                | 0 – 0                                                                  | Croazia                                                                | Mondiali 2022 - 1º turno                                               | -                                                                      |                                                                        |
| 27-11-2022                                                             | Doha                                                                   | Croazia                                                                | 4 – 1                                                                  | Canada                                                                 | Mondiali 2022 - 1º turno                                               | -                                                                      |                                                                        |
| 1-12-2022                                                              | Al Rayyan                                                              | Croazia                                                                | 0 – 0                                                                  | Belgio                                                                 | Mondiali 2022 - 1º turno                                               | -                                                                      |                                                                        |
| 5-12-2022                                                              | Al Wakrah                                                              | Giappone                                                               | 1 – 1 dts (1 – 3 dtr)                                                  | Croazia                                                                | Mondiali 2022 - Ottavi di finale                                       | -                                                                      |                                                                        |
| 9-12-2022                                                              | Al Rayyan                                                              | Croazia                                                                | 1 – 1 dts (4 – 2 dtr)                                                  | Brasile                                                                | Mondiali 2022 - Quarti di finale                                       | -                                                                      |                                                                        |
| 13-12-2022                                                             | Lusail                                                                 | Argentina                                                              | 3 – 0                                                                  | Croazia                                                                | Mondiali 2022 - Semifinale                                             | -                                                                      |                                                                        |
| 17-12-2022                                                             | Al Rayyan                                                              | Croazia                                                                | 2 – 1                                                                  | Marocco                                                                | Mondiali 2022 - Finale 3º posto                                        | 1                                                                      |                                                                        |
| 25-3-2023                                                              | Spalato                                                                | Croazia                                                                | 1 – 1                                                                  | Galles                                                                 | Qual. Euro 2024                                                        | -                                                                      |                                                                        |
| 28-3-2023                                                              | Bursa                                                                  | Turchia                                                                | 0 – 2                                                                  | Croazia                                                                | Qual. Euro 2024                                                        | -                                                                      | 69’                                                                    |
| 8-9-2023                                                               | Fiume                                                                  | Croazia                                                                | 5 – 0                                                                  | Lettonia                                                               | Qual. Euro 2024                                                        | -                                                                      | 46’                                                                    |
| 11-9-2023                                                              | Erevan                                                                 | Armenia                                                                | 0 – 1                                                                  | Croazia                                                                | Qual. Euro 2024                                                        | -                                                                      | 21’                                                                    |
| 12-10-2023                                                             | Osijek                                                                 | Croazia                                                                | 0 – 1                                                                  | Turchia                                                                | Qual. Euro 2024                                                        | -                                                                      |                                                                        |
| 15-10-2023                                                             | Cardiff                                                                | Galles                                                                 | 2 – 1                                                                  | Croazia                                                                | Qual. Euro 2024                                                        | -                                                                      |                                                                        |
| 18-11-2023                                                             | Riga                                                                   | Lettonia                                                               | 0 – 2                                                                  | Croazia                                                                | Qual. Euro 2024                                                        | -                                                                      |                                                                        |
| 21-11-2023                                                             | Zagabria                                                               | Croazia                                                                | 1 – 0                                                                  | Armenia                                                                | Qual. Euro 2024                                                        | -                                                                      |                                                                        |
| 23-3-2024                                                              | Il Cairo                                                               | Tunisia                                                                | 0 – 0 (4 – 5 dtr)                                                      | Croazia                                                                | Amichevole                                                             | -                                                                      |                                                                        |
| 26-3-2024                                                              | Il Cairo                                                               | Egitto                                                                 | 2 – 4                                                                  | Croazia                                                                | Amichevole                                                             | -                                                                      | 60’                                                                    |
| 8-6-2024                                                               | Oeiras                                                                 | Portogallo                                                             | 1 – 2                                                                  | Croazia                                                                | Amichevole                                                             | -                                                                      |                                                                        |
| 15-6-2024                                                              | Berlino                                                                | Spagna                                                                 | 3 – 0                                                                  | Croazia                                                                | Euro 2024 - 1º turno                                                   | -                                                                      |                                                                        |
| 19-6-2024                                                              | Amburgo                                                                | Croazia                                                                | 2 – 2                                                                  | Albania                                                                | Euro 2024 - 1º turno                                                   | -                                                                      |                                                                        |
| 24-6-2024                                                              | Lipsia                                                                 | Croazia                                                                | 1 – 1                                                                  | Italia                                                                 | Euro 2024 - 1º turno                                                   | -                                                                      |                                                                        |
| 5-9-2024                                                               | Lisbona                                                                | Portogallo                                                             | 2 – 1                                                                  | Croazia                                                                | UEFA Nations League 2024-2025 - 1º turno                               | -                                                                      |                                                                        |
| 8-9-2024                                                               | Osijek                                                                 | Croazia                                                                | 1 – 0                                                                  | Polonia                                                                | UEFA Nations League 2024-2025 - 1º turno                               | -                                                                      |                                                                        |
| 12-10-2024                                                             | Zagabria                                                               | Croazia                                                                | 2 – 1                                                                  | Scozia                                                                 | UEFA Nations League 2024-2025 - 1º turno                               | -                                                                      |                                                                        |
| 15-10-2024                                                             | Varsavia                                                               | Polonia                                                                | 3 – 3                                                                  | Croazia                                                                | UEFA Nations League 2024-2025 - 1º turno                               | -                                                                      | 32’                                                                    |
| 15-11-2024                                                             | Glasgow                                                                | Scozia                                                                 | 1 – 0                                                                  | Croazia                                                                | UEFA Nations League 2024-2025 - 1º turno                               | -                                                                      |                                                                        |
| 18-11-2024                                                             | Spalato                                                                | Croazia                                                                | 1 – 1                                                                  | Portogallo                                                             | UEFA Nations League 2024-2025 - 1º turno                               | 1                                                                      |                                                                        |
| 20-3-2025                                                              | Spalato                                                                | Croazia                                                                | 2 – 0                                                                  | Francia                                                                | UEFA Nations League 2024-2025 - Quarti di finale                       | -                                                                      |                                                                        |
| 23-3-2025                                                              | Saint-Denis                                                            | Francia                                                                | 2 – 0 dts (5 – 4 dtr)                                                  | Croazia                                                                | UEFA Nations League 2024-2025 - Quarti di finale                       | -                                                                      | 45+3’ 106’                                                             |
| 9-6-2025                                                               | Osijek                                                                 | Croazia                                                                | 5 – 1                                                                  | Rep. Ceca                                                              | Qual. Mondiali 2026                                                    | -                                                                      |                                                                        |
| Totale                                                                 |                                                                        | Presenze                                                               | 42                                                                     |                                                                        | Reti                                                                   | 3                                                                      |                                                                        |

| Cronologia completa delle presenze e delle reti in nazionale ― Croazia under 21 | Cronologia completa delle presenze e delle reti in nazionale ― Croazia under 21 | Cronologia completa delle presenze e delle reti in nazionale ― Croazia under 21 | Cronologia completa delle presenze e delle reti in nazionale ― Croazia under 21 | Cronologia completa delle presenze e delle reti in nazionale ― Croazia under 21 | Cronologia completa delle presenze e delle reti in nazionale ― Croazia under 21 | Cronologia completa delle presenze e delle reti in nazionale ― Croazia under 21 | Cronologia completa delle presenze e delle reti in nazionale ― Croazia under 21 |
| Data                                                                            | Città                                                                           | In casa                                                                         | Risultato                                                                       | Ospiti                                                                          | Competizione                                                                    | Reti                                                                            | Note                                                                            |
| ------------------------------------------------------------------------------- | ------------------------------------------------------------------------------- | ------------------------------------------------------------------------------- | ------------------------------------------------------------------------------- | ------------------------------------------------------------------------------- | ------------------------------------------------------------------------------- | ------------------------------------------------------------------------------- | ------------------------------------------------------------------------------- |
| 14-11-2019                                                                      | Vilnius                                                                         | Lituania under 21                                                               | 1 – 3                                                                           | Croazia under 21                                                                | Qual. Europeo Under-21 2021                                                     | -                                                                               |                                                                                 |
| 18-11-2019                                                                      | Velika Gorica                                                                   | Croazia under 21                                                                | 1 – 2                                                                           | Rep. Ceca under 21                                                              | Qual. Europeo Under-21 2021                                                     | -                                                                               | 19’                                                                             |
| 8-10-2020                                                                       | Zagabria                                                                        | Croazia under 21                                                                | 10 – 0                                                                          | San Marino under 21                                                             | Qual. Europeo Under-21 2021                                                     | 1                                                                               |                                                                                 |
| 13-10-2020                                                                      | Atene                                                                           | Grecia under 21                                                                 | 0 – 1                                                                           | Croazia under 21                                                                | Qual. Europeo Under-21 2021                                                     | -                                                                               |                                                                                 |
| 12-11-2020                                                                      | Edimburgo                                                                       | Scozia under 21                                                                 | 2 – 2                                                                           | Croazia under 21                                                                | Qual. Europeo Under-21 2021                                                     | -                                                                               |                                                                                 |
| 31-5-2021                                                                       | Maribor                                                                         | Spagna under 21                                                                 | 2 – 1 dts                                                                       | Croazia under 21                                                                | Europeo Under-21 2021 - Quarti di finale                                        | -                                                                               |                                                                                 |
| Totale                                                                          |                                                                                 | Presenze                                                                        | 6                                                                               |                                                                                 | Reti                                                                            | 1                                                                               |                                                                                 |

## Palmarès

### Club

#### Competizioni nazionali
- Campionato croato: 2

Dinamo Zagabria: 2019-2020, 2020-2021
- Supercoppa di Croazia: 1

Dinamo Zagabria: 2019
- Coppa di Croazia: 1

Dinamo Zagabria: 2020-2021
- Coppa di Germania: 2

RB Lipsia: 2021-2022, 2022-2023
- Campionato inglese: 1

Manchester City: 2023-2024
- Community Shield: 1

Manchester City: 2024

#### Competizioni internazionali
- Supercoppa UEFA: 1

Manchester City: 2023
- Coppa del mondo per club: 1

Manchester City: 2023

### Individuale
- All-Star Team del Campionato mondiale di calcio: 1

Qatar 2022
- Squadra maschile dell'anno IFFHS: 1

2022